# Zirkuspädagogik
Zirkuspädagogik ist eine Methode der Sozialarbeit, die künstlerisches Können und pädagogisches Handeln verbindet.

## Ziele
Durch die gekonnte Vermittlung der diversen Zirkus-Künste fördern Zirkus-Pädagogen die Persönlichkeitsentwicklung, das Körperempfinden und die Toleranz ihrer Schüler. Jeder Einzelne muss sich um sein 'Können' bemühen, dabei Ausdauer und Konzentration schulen – und dies dann auch noch in Gemeinschaft mit vielen anderen. So ist Zirkuspädagogik ein sehr motivierendes Feld für unterschiedlichste Talente. Vor allem für solche, die zunächst gar nicht wissen, dass sie ein Talent sind, weil sie beispielsweise im leistungsorientierten Sport nur Misserfolge hatten. Zirkus in der Schule oder Jugendeinrichtungen setzt viele wirksame Impulse. Ein Schulzirkus leistet wertvolle pädagogische Beiträge bis hin zur Verbesserung des kognitiven Leistungsvermögens, da viele neuartige Reize das Gehirn erreichen.
Der Zirkuspädagoge fördert die Gemeinschaft. Die Teilnehmer können ihre Persönlichkeit einbringen: Sie werden ernst genommen, auch wenn sie noch jünger sind. Individuelle Ideen müssen gemeinsam weiterentwickelt werden, damit sie zum Nutzen aller in der Manege eingesetzt werden können. Zirkuspädagogik kann so Impulse setzen und Erlebnisse schaffen. Diese positiven direkten Erfahrungen stellen einen Gegensatz zur digitalen Freizeitgestaltung dar. Sie helfen den Teilnehmerinnen und Teilnehmern bei den Herausforderungen des Lebens, ähnlich wie es auch in der Theaterpädagogik oder der Erlebnispädagogik als Ziel beschrieben ist.

## Ausbildung
Wichtig für eine gute Zirkuspädagogik sind ausgebildete Fachkräfte, die nicht nur mit Herz, sondern auch mit viel Können bei der Sache sind – zum Wohle und zur Sicherheit der ihnen anvertrauten Kinder, Jugendlichen (und Erwachsenen). Da mittlerweile viele Anbieter auf dem Markt sind, sollte jeder, der nach einem Kooperationspartner im Bereich Zirkuspädagogik sucht, vor allem die pädagogische Qualität der Anbieter prüfen. Eine Hilfestellung ermöglicht die Dachorganisation Bundesarbeitsgemeinschaft Zirkuspädagogik, die potentiellen Kunden die Möglichkeit bietet, sich über Fragen der Qualität und Sicherheit zu informieren. Die BAG Zirkuspädagogik bietet zur Verbesserung der Qualität Ausbildungen für Jugendliche zum Zirkus-Gruppenleiter an und gestaltet gemeinsam mit fünf Bildungsinstitutionen in Deutschland eine Ausbildung zum „Zirkuspädagogen BAG“.

## Angebotsformen
In der Zirkuspädagogik stehen die Stärkung des Selbstvertrauens und der Gruppenfähigkeit im Vordergrund. Die Kursteilnehmer üben sich in der Kunst der Clownerie, der Zauberei, in den Balance-Künsten (Akrobatik, Kugel, Rola, Seiltanz) und im Umgang mit diversen Kleingeräten Diabolo, Jonglage, Stangen, Reifen sowie in Feuermutproben, Akrobatik, Einrad, Trapez, Vertikaltuch und Trampolin.
Zirkuspädagogik wird in der Regel an Projekttagen oder -wochen angeboten. Die entsprechenden Schulen und Jugendeinrichtungen kooperieren mit pädagogischen Fachleuten, die ihr Know-how und ihr Übungsmaterial zur Verfügung stellen und die Projekte koordinieren. Im Anschluss derartiger Projektwochen entstehen gelegentlich feste Gruppen, die regelmäßig trainieren. Manche Schulen haben das Angebot zu einem schulischen Schwerpunkt ausgebaut. Nach ihrem Selbstverständnis ist Zirkuspädagogik keine Ausbildungsschmiede für den professionellen Zirkusartisten-Nachwuchs. Vielfach gehen die ehemaligen Teilnehmer als Jugendliche in die Trainer-Teams über und geben so der nächsten Generation ihre Erfahrungen weiter.

## Beispiele
- An einer Gesamtschule bei Köln existiert ein Konzept zur Durchführung von Zirkus-Projektwochen. In Kooperation mit einem reisenden pädagogischen Projektzirkus werden Jugendliche der Oberstufe zu Gruppenleitern ausgebildet. Eine Projekt-Woche wird in einer Grundschule veranstaltet und die Lehrkräfte im Training mit den Kindern unterstützt. Einige Wochen später führen diese im Team eigenständig die Zirkus-Woche für 150 Kinder des 6. Jahrgangs einer Schule durch und leiten ein ganzes Schuljahr lang eigene Gruppen im Ganztagsbereich der Schule. Das Projekt wurde sowohl bei der Initiative SozialGenial wie auch beim bundesweiten Wettbewerb Ideen-Initiative-Zukunft ausgezeichnet und gefördert. Das Projekt bietet den Jugendlichen ein Zertifikat um ein Studium aufzunehmen; auch Weiterbildungen beim „ZAK in Köln“ Zirkus- und Artistikzentrum Köln oder mit dem Landesjugendzirkus NRW[3] sind möglich.

- Seit Anfang der 1990er Jahre existiert der Kölner Schulzirkus Radelito an dem sich jedes Jahr eine zusätzliche neue feste Gruppe bildet. Besonderes ist eine Kooperation mit einem Kinder- und Jugendzirkus in Nicaragua mit Jugendaustausch im jährlichen Wechsel.

- Die Stadt Berlin fördert Zirkuspädagogik: An verschiedenen Standorten haben Kinder und Jugendliche die Gelegenheit, in festen stationären Zelten mit ausgebildeten Zirkuspädagogen zu trainieren, wie in den Cabuwazi-Zelten[4] oder im Juxirkus.

- Mit dem Schulzirkus Gymnelli existiert seit 1993 ein Schulzirkus am unterfränkischen Gymnasium Marktbreit. Der Schulzirkus tritt regelmäßig auf und unterhält Kooperationen mit verschiedenen sozialen Projekten.

## Trivia
Anlässlich des Abschlusses der Verhandlungen zum Bundeshaushalt 2024 entschieden sich die Mitglieder des Haushaltsausschusses, das Wort „Zirkus-Pädagoge“ als Code-Wort in ihre Abschlussreden für den Bundestag einzubauen. Entsprechend verwendeten am 2. Februar 2024 der Vorsitzende das Haushaltsausschusses, Helge Braun, sowie die Abgeordneten und Ausschussmitglieder Dennis Rhode (SPD) und Peter Boehringer (AfD) das Wort „Zirkus-Pädagoge“ in ihren Reden.